# Lesiny Wielkie
Lesiny Wielkie (deutsch Groß Leschienen) ist ein Dorf in der polnischen Woiwodschaft Ermland-Masuren. Es gehört zur Gmina Wielbark (Stadt- und Landgemeinde Willenberg) im Powiat Szczycieński (Kreis Ortelsburg).

## Geographische Lage
Lesiny Wielkie liegt unweit der einstigen deutsch-polnischen Staatsgrenze (heute: Woiwodschaftsgrenze Ermland-Masuren-Masowien) in der südlichen Mitte der Woiwodschaft Ermland-Masuren, 22 Kilometer südöstlich der Kreisstadt Szczytno (deutsch Ortelsburg).

## Geschichte
In der am 16. Juni 1684 für Leschienen ausgestellten Gründungshandfeste heißt es: „...wurde Christoph Sobotka aus Sendrowen ein Ort ausgebrannten und ausgehauenen Wildnislandes, die Leschien genannt - ... zu Schatullrechten verschrieben“. 1767 wird berichtet, dass die Wirtschaft der Bauern sehr unter dem Mangel an Wiesen- und Weideland litt. Die Separation brachte im Dorf eine Vermehrung der Besitzerzahl und eine intensivere Nutzung der Außenschläge. Eine bedeutende wirtschaftliche Aufwärtsentwicklung setzte erst in den 1920er Jahren ein.
Groß Leschienen war von 1874 bis 1945 in den Amtsbezirk Fürstenwalde (polnisch Księży Lasek) eingegliedert, der zum ostpreußischen Kreis Ortelsburg gehörte.
Im Jahre 1910 waren in Groß Leschienen 428 Einwohner gemeldet. Ihre Zahl sank bis 1933 auf 378 und belief sich 1939 auf 409.
Aufgrund der Bestimmungen des Versailler Vertrags stimmte die Bevölkerung in den Volksabstimmungen in Ost- und Westpreussen am 11. Juli 1920 über die weitere staatliche Zugehörigkeit zu Ostpreußen (und damit zu Deutschland) oder den Anschluss an Polen ab. In Groß Leschienen stimmten 283 Einwohner für den Verbleib bei Ostpreußen, auf Polen entfielen 21 Stimmen.
Aufgrund der Grenznähe des Ortes stand in Groß Leschienen bis 1945 ein Zollhaus.
In Kriegsfolge wurde der Ort 1945 mit dem gesamten südlichen Ostpreußen an Polen überstellt und erhielt die polnische Namensform „Lesiny Wielkie“. Mit dem Sitz eines Schulzenamtes (polnisch Sołectwo) ist das Dorf heute eine Ortschaft im Verbund der Stadt- und Landgemeinde Wielbark (Willenberg) im Powiat Szczycieński (Kreis Ortelsburg), bis 1998 der Woiwodschaft Olsztyn, seither der Woiwodschaft Ermland-Masuren zugehörig. Im Jahre 2011 zählte Lesiny Wielkie 146 Einwohner.

## Kirche

### Evangelisch
Die überwiegende Mehrheit der Bevölkerung Masurens war seit der Reformation lutherischer Konfession. In Groß Leschienen gehörten die Einwohner zur Hälfte der evangelischen und zur anderen Hälfte der katholischen Kirche an. Das Dorf gehörte bis 1945 zum Kirchspiel Fürstenwalde (polnisch Księży Lasek) in der Kirchenprovinz Ostpreußen der Kirche der Altpreußischen Union. Heute sind die evangelischen Kirchenglieder zur Kirche in Szczytno (Ortelsburg) in der Diözese Masuren der Evangelisch-Augsburgischen Kirche in Polen hin orientiert.

### Römisch-katholisch

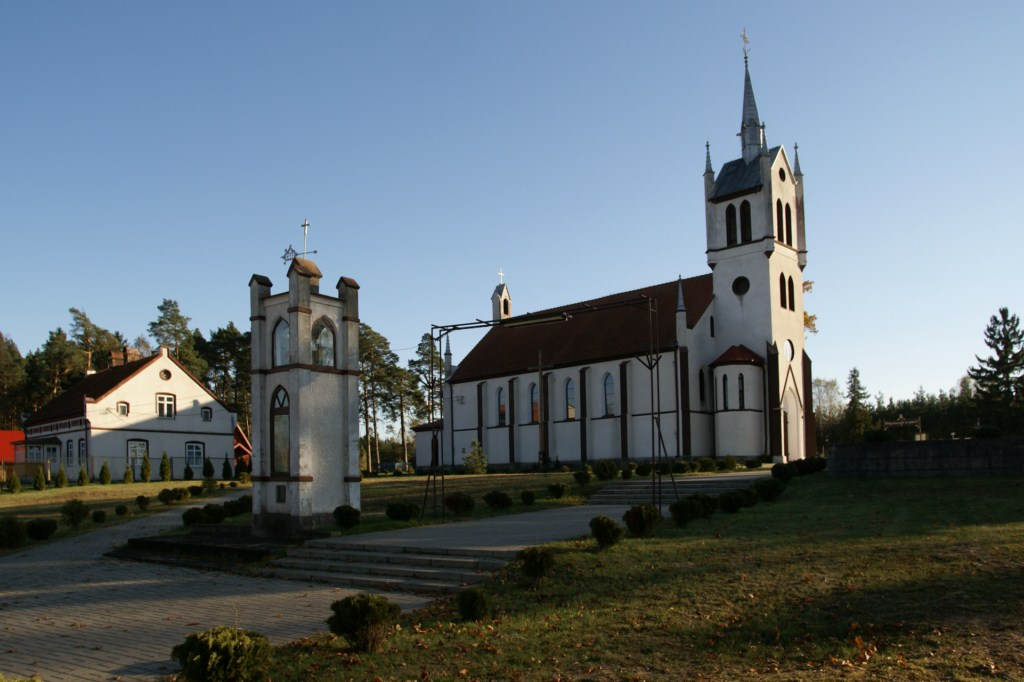
Die Kirche Mariä Empfängnis in Lesiny Wielkie

In Groß Leschienen soll das erste und nun auch älteste katholische Gotteshaus in Masuren stehen. Am 7. Oktober 1859 wurde die Kirche der Unbefleckten Empfängnis der Jungfrau Maria eingeweiht. Seit dem 19. April 1856 bestehen für den Ort die Pfarrrechte. Zwischen 1854 und 1856 war Valentin Tolksdorf (polnisch Walenty Tolsdorf) Pfarradministrator in Groß Leschienen und hier wie im südöstlichen Kreis Ortelsburg missionarisch und sozial-caritativ tätig. Der Bau der Kirche ist sein Verdienst. Die von ihm für die Kirche gestiftete Glocke wurde zu seinen Ehren „Valentinus“ genannt, in Masuren hatte er den volkstümlichen Namen „Apostel von Masuren“ oder auch „Patriarch von Masuren“.
Die Pfarrei Groß Leschienen gehörte bis 1945 zum Dekanat Masuren I mit dem Sitz in Angerburg (polnisch Węgorzewo) innerhalb des Bistums Ermland.
Nach Tolksdorf amtierten hier bis 1945 als Pfarrer:
| - Joseph Jordan, 1856–1863 - Joseph Neuber, 1863–1871 - Joseph Temma, 1871–1882 - Viktor Warkowski, 1882–1886 - Joseph Jablonski, 1886–1891 | - Eugen Kanigowski, 1891–1899 - Otto Langkau, 1899–1913 - Joseph Piezocha, 1913–1923 - Karl Barwinski, 1923–1935 - Albert Zink, 1925–1945 |

Folgende Pfarrorte waren nach Groß Leschienen bis 1945 eingegliedert:
| - Alt Werder (Ostrowy) - Fürstenwalde (Księży Lasek) - Gawrzialken, 1928 bis 1945 Wilhelmsthal (Gawrzyjałki) - Groß Lattana, 1938 bis 1945 Großheidenau (Łatana Wielka) - Groß Leschienen (Lesiny Wielkie) - Kelbassen, 1935 bis 1945 Wehrberg (Kiełbasy) - Klein Lattana, 1938 bis 1945 Kleinheidenau (Łatana Mała) - Klein Leschienen (Lesiny Małe) - Gut Wilhelmsthal (Pużary) |

Heute gehört die Pfarrei Lesiny Wielkie mit der Filialkirche in Księży Lasek (Fürstenwalde) zum Dekanat Rozogi (Friedrichshof) im Erzbistum Ermland.

## Schule
In Groß Leschienen gab es eine evangelische und eine katholische Dorfschule. Am 31. August 1943 wurden beide Schulen zusammengelegt. Unterrichtsgebäude war die bisherige evangelische Schule und später die Grundschule. Die katholische Schule – sie war 1906 in der Nähe der Kirche errichtet worden – besitzt ein Arkadenportal und wurde mehrfach umgebaut. Das Gebäude ist heute ein Wohnhaus.

## Verkehr
Lesiny Wielkie liegt an einer Nebenstraße, die von Olędry (Wagenfeld) heute bis in die Woiwodschaft Masowien nach Rutkowo führt. Außerdem enden Nebenstraßen aus den Nachbarorten Zieleniec (Radzienen/Hügelwalde) und Księży Lasek (Fürstenwalde) in Lesiny Wielkie. Eine Anbindung an den Bahnverkehr besteht nicht.

## Persönlichkeiten
- Valentin Tolksdorf (polnisch Walenty Tolsdorf) (1816–1905), katholischer Pfarrer, war von 1854 bis 1856 Administrator der katholischen Pfarrei Groß Leschienen und errang aufgrund seiner Missionsaktivitäten im Volk den Titel „Apostel der Masuren“ bzw. „Patriarch von Masuren“